# 13093 Wolfgangpauli
13093 Wolfgangpauli eller 1992 SQ24 är en asteroid i huvudbältet som upptäcktes den 21 september 1992 av den tyska astronomen Freimut Börngen vid Tautenburg-observatoriet. Den är uppkallad efter fysikern Wolfgang Pauli.
Asteroiden har en diameter på ungefär 11 kilometer och den tillhör asteroidgruppen Eos.